# هيرمان كريمر

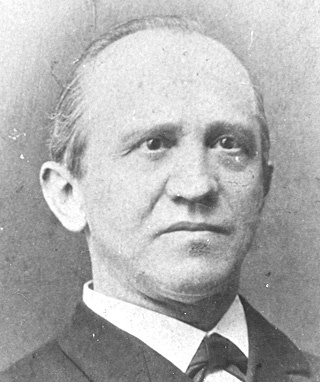
هيرمان كريمر.

أغسطس هيرمان كريمر (بالإنجليزية: August Hermann Cremer)‏ (18 أكتوبر 1834 ، في أونا ، ويستفاليا – 4 أكتوبر 1903) كان لاهوتيًا بروتستانتيًا ألمانيًا. كان يعتبر رئيسًا لما يسمى مدرسة جرايفسفالد (بالألمانية: Greifswalder Schule) في جامعة Greifswald .
درس اللاهوت في هاله تحت حكم فريدريش أوغست ثولوك وفي توبنغن كطالب يوهان توبياس بيك . من عام 1859 ، شغل منصب القس في Ostönnen (اليوم جزء من مدينة زوست ) ، وعام 1870 تم تعيينه أستاذا لعلم اللاهوت النظامي في جامعة غرايفسفالد. 
كان كريمر مؤلف معجم لاهوتي للعهد الجديد اليوناني بعنوان القاموس الكتابي اللاهوتي لنعمة العهد الجديد (بالألمانية: Biblisch-theologisches Wörterbuch der neutestamentlichen Gräcität). تم نشر هذا العمل على عدة طبعات وتمت ترجمته أيضًا إلى اللغة الإنجليزية على أنه معجم الكتاب المقدس اللاهوتي للعهد الجديد اليوناني (1895).  عمل آخر مهما كان كتابًا عن عقيدة المسيحية البولصية يسمى عقيدة بولس للتبرير فيما يتعلق بمتطلباتها التاريخية(بالألمانية: Paulinische Rechtfertigungslehre im Zusammenhange ihrer geschichtlichen Voraussetzungen(1899)) في عام 1897 ، مع أدولف شلاتر (1852-1938) ، أسس مجلة Beiträge zur Förderung christlicher Theologie ("مقالات لتعزيز اللاهوت المسيحي").

## روابط خارجية
- نشرت مكتبة HathiTrust الرقمية أعمال هيرمان كريمر.